# Guatteria anteridifera
Guatteria anteridifera este o specie de plante angiosperme din genul Guatteria, familia Annonaceae, descrisă de Scharf și Paulus Johannes Maria Maas. Conform Catalogue of Life specia Guatteria anteridifera nu are subspecii cunoscute.